# Tillandsia eltoniana
Tillandsia eltoniana là một loài thuộc chi Tillandsia. Đây là loài đặc hữu của Brasil.